# Mauro Gambetti
Mauro Gambetti O.F.M. Conv. (Castel San Pietro Terme, 27 oktober 1965) is een Italiaans geestelijke en een kardinaal van de Rooms-Katholieke Kerk.
Gambetti studeerde werktuigbouwkunde aan de universiteit van Bologna. In 1992 trad hij in bij de orde der Minorieten, waar hij in 1998 zijn plechtige geloften aflegde en op 8 januari 2000 priester gewijd werd. Vervolgens vervulde hij diverse functies binnen zijn kloosterorde.
Gambetti werd op 30 oktober 2020 benoemd als titulair aartsbisschop van Thisiduo. Zijn bisschopswijding vond plaats op 22 november 2020.
Gambetti werd tijdens het consistorie van 28 november 2020 kardinaal gecreëerd. Hij kreeg de rang van kardinaal-diaken. Zijn titeldiakonie werd de Santissimo Nome di Maria al Foro Traiano.
Op 20 februari 2021 werd Gambetti benoemd tot vicaris-generaal van Vaticaanstad, president van de Kerkfabriek van Sint Pieter en aartspriester van de Sint-Pietersbasiliek.